# Замок Берик

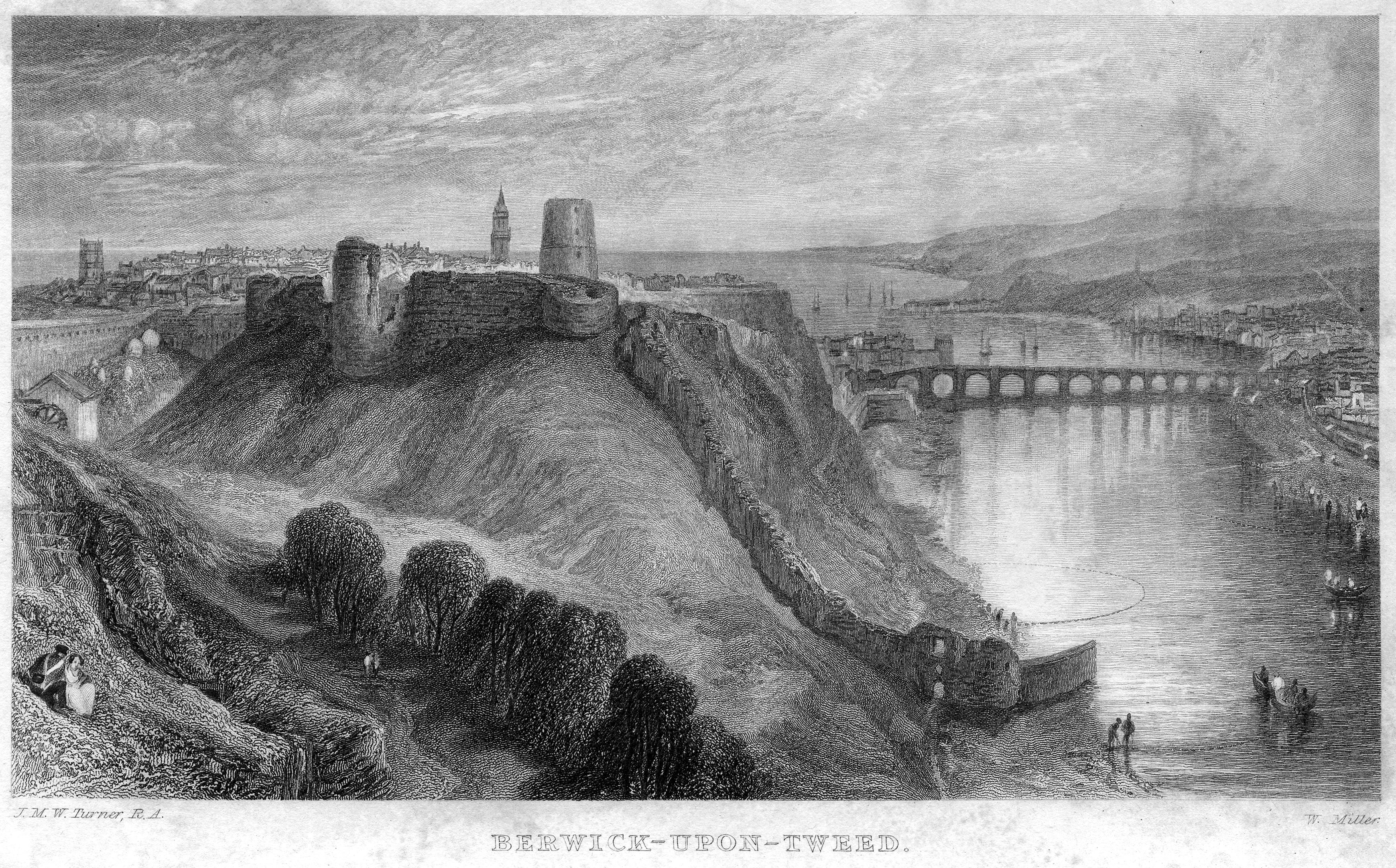
William Miller. Замок Берик. 1833 год.

За́мок Бе́рик (англ. Berwick Castle) расположен на севере Англии в графстве Нортумберленд на границе с Шотландией. Одна из важнейших в прошлом приграничных крепостей Англии. На протяжении столетий конфликта с Шотландией замок часто переходил из рук в руки, множество раз подвергался осаде, штурмам и разрушениям.

## История замка
В 1124 г. Берик и окружающее его поселение контролировал недавно вступивший на трон шотландский король Давид I. В те времена это был оживленный портовый город с королевской резиденцией и собственным монетным двором. Когда в 1174 г. шотландский король Вильгельм I Лев был пленен английским войском неподалёку от замка Алник, Берик, наряду с замками Эдинбург и Роксбург, перешел к англичанам. В конце XII в. Ричард Львиное сердце продал замок шотландцам, чтобы пополнить казну перед третьим крестовым походом.
В 1296 г. Берик и окружающий его город был снова захвачен англичанами. Король Эдуард Длинноногий, намереваясь превратить Берик в военный опорный пункт, откуда его войска могли бы отправляться в Шотландию, значительно укрепил замок. В 1297—1298 гг. между замком и рекой была построена Белая Стена, руины которой сохранились до наших дней.
В начале XIV в. на протяжении четырех лет в темнице замка была заключена Изабелла Макдуфф, графиня Бухана, провинившаяся тем, что оказала военную поддержку Роберту Брюсу.
Шотландцы вновь захватили замок в 1318 г. Они возвели новую стену между замком и городом, а также укрепили главные ворота замка. Кроме того Роберт Брюс отремонтировал замок — сохранились счета на оплату услуг торговца из Брюгге, который поставлял в Берик краску для стен.
Около 1330 г. замок осадил и взял английский король Эдуард III. В те времена Берик представлял собой неприступную крепость — в стене, опоясывающей замок, было 5 ворот и 19 башен. Из-за постоянных набегов с той и другой стороны замок приходилось постоянно восстанавливать. Это было довольно разорительное для казны занятие — до наших дней дошли многочисленные записи, в которых летописцы, сокрушаясь, перечисляют затраченные на ремонт суммы.
Со временем замок постепенно потерял своё важное стратегическое значение. Город, окружающий замок, начал быстро расти. Для строительства новых домов использовали камни из построек в Берике, в результате чего замок практически исчез. Кроме того, в XIX в. через территорию того, что осталось от могущественного когда-то замка, проложили железную дорогу. До наших дней сохранились лишь Белая стена и Башня Констебля.